# Olivier Werner
Olivier Werner, né le 16 avril 1985 à Malmedy en Belgique, est un ancien footballeur belge qui occupait le poste de gardien de but devenu entraîneur. Il est actuellement entraîneur des gardiens au RFC Seraing.

## Biographie

### Carrière de joueur

#### Débuts dans le football et premiers pas professionnel
À l'âge de huit ans, il arrive au Standard de Liège après avoir joué dans le club amateur de la ville de Manhay. À 20 ans, il est prêté au RAEC Mons où il ne trouve pas une place de titulaire. Il décide alors de jouer en Division 2 lors de la saison 2005-2006, au Royal Excelsior. Il s'impose comme un titulaire indiscutable. Lors de cette saison, Werner est présélectionné en équipe nationale espoirs mais ne joue pas. L'année suivante, appartenant toujours au Standard, il est prêté dans un club plus huppé, le FC Malines qui aspire à la remontée en Jupiler Pro League. Mais lorsqu'il est sur le point de remonter avec le club, il quitte le club à cause de la mauvaise entente avec son entraîneur Peter Maes. 

#### FC Brussels
Il rejoint alors le FC Brussels après trois prêts différents et sans avoir jamais joué sous le maillot du Standard de Liège. Après une première saison où il joue onze matchs et où il connait une relégation en Division 2, il devient numéro un.

#### KAS Eupen
Après trois saisons au club, il rejoint le KAS Eupen, qui s'apprête à disputer la première saison de son histoire en Division 1. Il connait le succès grâce à ses prestations lors des matchs contre le Standard de Liège, Zulte Waregem et surtout le FC Malines. Le 6 février 2010, il se blesse lors du match contre le Standard dans un choc avec Mémé Tchité. Au mois d'avril, il est rétabli pour jouer les play-offs 3 puisque le club termine à l'avant dernière place de la phase classique du championnat.

#### Retour au RAEC Mons
Durant l'été 2011, Olivier Werner signe un contrat avec l'équipe du RAEC Mons où il devient la doublure de Cédric Berthelin. Il est plus souvent titularisé à partir de sa deuxième saison au club avant d'être confirmé comme numéro un à son poste en 2013.

#### Cercle de Bruges
Il passe trois saisons au RAEC Mons puis rejoint le Cercle Bruges KSV où il ne passe qu'une seule saison avant de quitter son pays natal et rejoindre le FC Sochaux. 

#### FC Sochaux

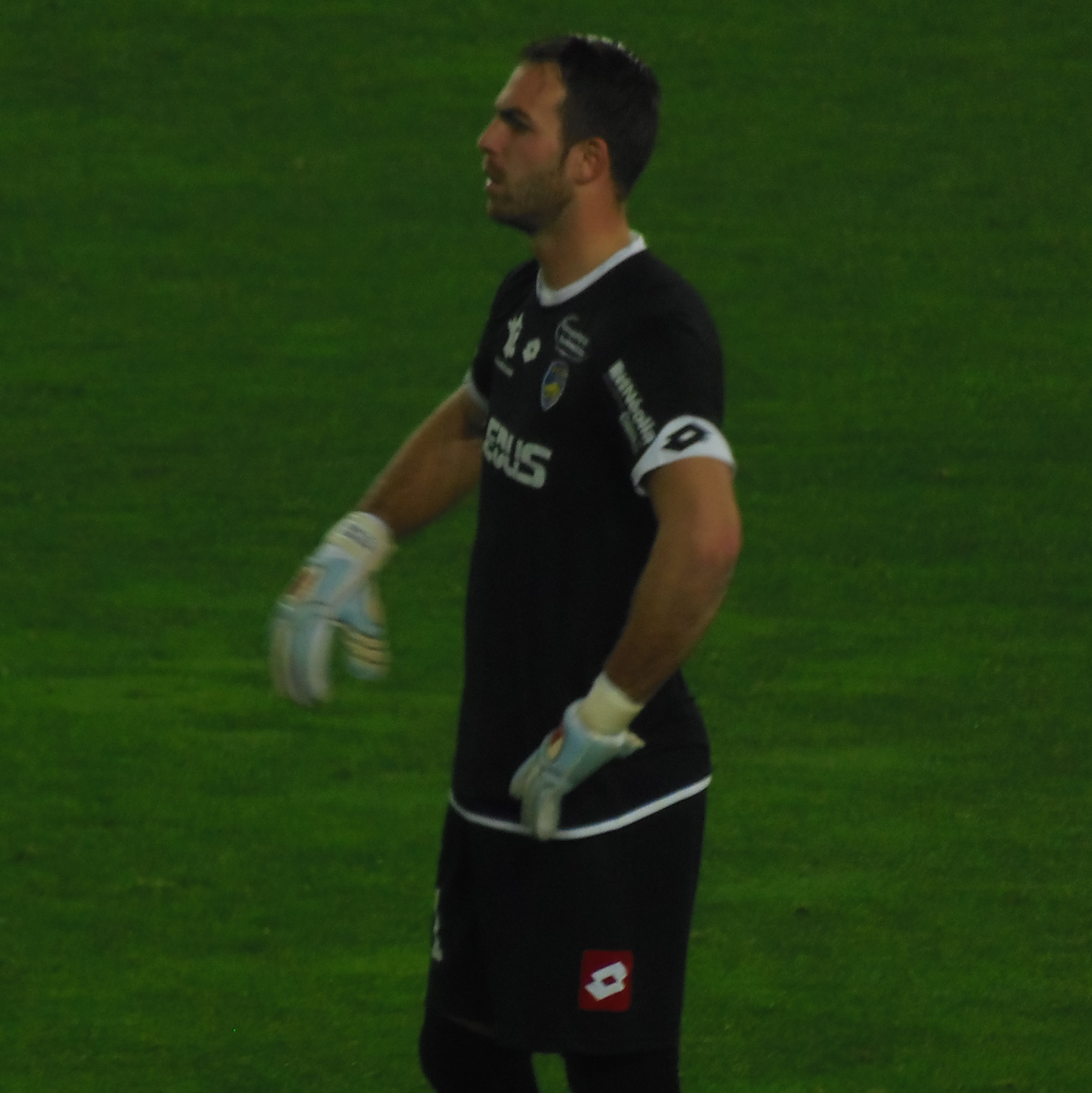
Olivier Werner lors de Sochaux-Evian en 2015

Dès son arrivée, il prend la place de titulaire pour remplacer Yohann Pelé mais se blesse en fin d'année 2015. Il retrouve sa place trois mois plus tard et le club se maintient lors de la dernière journée de championnat.
La saison suivante débute de la plus mauvaise des manières puisqu'il se blesse gravement à la jambe droite dès la 4e journée de championnat dans un choc avec Livio Nabab. Le verdict est sévère : double fracture tibia-péroné et quatre à six mois d'absence,. 
Le 25 juin 2017, à la suite de sa blessure de la saison dernière, l'opération chirurgicale ayant échoué deux fois, le gardien belge, en fin de contrat, n'est pas conservé par le club franc-comtois.

#### Royal Excel Mouscron
Le 12 décembre 2017, il signe un contrat portant jusqu'à la fin de la saison 2017-2018 au Royal Excel Mouscron, pour suppléer le gardien titulaire Logan Bailly.  Pour la saison 2018-2019, il est choisi comme n°1 par son entraîneur Frank Defays.

#### RFC Seraing
Le 31 janvier 2019, Olivier Werner signe pour 2 ans et demi au RFC Seraing. 
Titulaire lors de la saison 2018-2019, il devient numéro 3 dans la hiérarchie à partir de la saison suivante.
Il met un terme à sa carrière le 18 mai 2021.

### Carrière d'entraîneur

#### RFC Seraing
Juste après l'annonce de sa retraite de joueur, Olivier Werner reste à Seraing et intègre le staff technique de Jordi Condom où il sera le nouvel entraîneur des gardiens pour la saison 2021-2022.

## Statistiques
| Saison                | Club                  | Championnat           | Championnat | Championnat | Coupe(s) nationale(s) | Coupe(s) nationale(s) | Compétition(s) continentale(s) | Compétition(s) continentale(s) | Compétition(s) continentale(s) | Total | Total |
| Saison                | Club                  | Division              | M.          | B.          | M.                    | B.                    | Comp.                          | M.                             | B.                             | M.    | B.    |
| 2003-2004             | Standard de Liège     | Division 1            | 0           | 0           | 0                     | 0                     | -                              | -                              | -                              | 0     | 0     |
| Sous-total            | Sous-total            | Sous-total            | 0           | 0           | 0                     | 0                     | -                              | 0                              | 0                              | 0     | 0     |
| 2004-2005             | RAEC Mons (prêt)      | Division 1            | 1           | 0           | 0                     | 0                     | -                              | -                              | -                              | 1     | 0     |
| Sous-total            | Sous-total            | Sous-total            | 1           | 0           | 0                     | 0                     | -                              | 0                              | 0                              | 1     | 0     |
| 2005-2006             | RE Virton (prêt)      | Division 2            | 30          | 0           | 0                     | 0                     | -                              | -                              | -                              | 30    | 0     |
| Sous-total            | Sous-total            | Sous-total            | 30          | 0           | 0                     | 0                     | -                              | 0                              | 0                              | 30    | 0     |
| 2006-2007             | KV Malines (prêt)     | Division 2            | 17          | 0           | 3                     | 0                     | -                              | 0                              | 0                              | 20    | 0     |
| Sous-total            | Sous-total            | Sous-total            | 17          | 0           | 3                     | 0                     | -                              | 0                              | 0                              | 20    | 0     |
| 2007-2008             | FC Brussels           | Division 1            | 11          | 0           | 0                     | 0                     | -                              | 0                              | 0                              | 11    | 0     |
| 2008-2009             | FC Brussels           | Division 2            | 27          | 0           | 0                     | 0                     | -                              | 0                              | 0                              | 27    | 0     |
| 2009-2010             | FC Brussels           | Division 2            | 33          | 0           | 0                     | 0                     | -                              | 0                              | 0                              | 33    | 0     |
| Sous-total            | Sous-total            | Sous-total            | 71          | 0           | 0                     | 0                     | -                              | 0                              | 0                              | 71    | 0     |
| 2010-2011             | KAS Eupen             | Division 1            | 25          | 0           | 0                     | 0                     | -                              | 0                              | 0                              | 25    | 0     |
| Sous-total            | Sous-total            | Sous-total            | 25          | 0           | 0                     | 0                     | -                              | 0                              | 0                              | 25    | 0     |
| 2011-2012             | RAEC Mons (prêt)      | Division 1            | 22          | 0           | 6                     | 0                     | -                              | 0                              | 0                              | 28    | 0     |
| 2012-2013             | RAEC Mons             | Division 1            | 21          | 0           | 1                     | 0                     | -                              | 0                              | 0                              | 22    | 0     |
| 2013-2014             | RAEC Mons             | Division 1            | 17          | 0           | 0                     | 0                     | -                              | 0                              | 0                              | 17    | 0     |
| Sous-total            | Sous-total            | Sous-total            | 60          | 0           | 7                     | 0                     | -                              | 0                              | 0                              | 67    | 0     |
| 2014-2015             | Cercle Bruges         | Division 1            | 33          | 0           | 4                     | 0                     | -                              | 0                              | 0                              | 37    | 0     |
| Sous-total            | Sous-total            | Sous-total            | 33          | 0           | 4                     | 0                     | -                              | 0                              | 0                              | 37    | 0     |
| 2015-2016             | FC Sochaux            | Ligue 2               | 27          | 0           | 3                     | 0                     | -                              | 0                              | 0                              | 30    | 0     |
| 2016-2017             | FC Sochaux            | Ligue 2               | 4           | 0           | 0                     | 0                     | -                              | 0                              | 0                              | 4     | 0     |
| Sous-total            | Sous-total            | Sous-total            | 31          | 0           | 3                     | 0                     | -                              | 0                              | 0                              | 34    | 0     |
| 2017-2018             | Royal Excel Mouscron  | Division 1A           | 3           | 0           | 0                     | 0                     | -                              | 0                              | 0                              | 3     | 0     |
| Sous-total            | Sous-total            | Sous-total            | 3           | 0           | 0                     | 0                     | -                              | 0                              | 0                              | 3     | 0     |
| Total sur la carrière | Total sur la carrière | Total sur la carrière | 297         | 0           | 20                    | 0                     | -                              | 2                              | 0                              | 319   | 0     |